# ニール・チェリー
ニール・チェリー（Neil Cherry，ONZM，1946年9月29日 - 2003年5月24日）は、ニュージーランドの環境学者、物理学者。専門は、環境疫学。

## 来歴
クライストチャーチ出身。カンタベリー・カレッジ（現在のカンタベリー大学）で理学専攻。カンタベリー大学博士課程で山岳波の研究に興味を持ち気象学を研究対象とする。1972年にPh.D.（物理学専攻）を取得。博士研究員としてカナダマギル大学、オークランド大学に勤務し、1974年からリンカーン・カレッジ（現在のリンカーン大学）環境健康学教室准教授を務めた。
気象学、風力発電の研究からフェーン現象発生時の北西風による神経伝達物質セロトニンとメラトニン分泌の変化による心理への影響について研究を行い、約10%の人は北西風により気分が高揚するも、その他の人は気分の減退、うつ傾向、意欲喪失など心理的な影響が出ることを解明した。
その後電磁波が人体へ与える影響について研究を始める。1994年にクライストチャーチ近郊オパワの小学校敷地隣に携帯電話用電波塔の建設を巡り電磁波による人体への影響について小学校より調査依頼を受ける。チェリーの調査結果は電波塔の発する電磁波は小さな子供へは有害と結論づけ、小学校と児童の保護者は電波塔建設を巡る投票を行い、電波塔建設に反対する意見を提示、電波塔建設は拒否された。この動きを巡り各地で電磁波による健康被害への関心が高まった。チェリーの研究は電磁波による発ガン性、心臓疾患、脳腫瘍の発生などを指摘し、携帯電話業界を相手に訴訟を起こし、また健康被害に悩む患者側の証言も手伝った。
電磁波による健康被害を訴え世界各地で講演、シンポジウムへ参加していたが、リンカーン大学在職中の2003年に運動ニューロン病により死去。2001年に環境科学への貢献によりニュージーランド・メリット勲章(ONZM)を授与されている。